# Cruriraja atlantis
Cruriraja atlantis är en rockeart som beskrevs av Bigelow och Schroeder 1948. Cruriraja atlantis ingår i släktet Cruriraja och familjen egentliga rockor. IUCN kategoriserar arten globalt som otillräckligt studerad. Inga underarter finns listade i Catalogue of Life.